# بنجامين ر. لاسي
بنجامين ر. لاسي هو سياسي أمريكي، ولد في 19 يونيو 1854 في رالي في الولايات المتحدة، وتوفي في 21 فبراير 1929. نشط حزبياً في الحزب الديمقراطي. وقد انتخب أمين صندوق الدولة ‏.